# 神奈川県中学校一覧
| 総数                        | 475校・2分校                                                            |
| 国立                        | 2校                                                                     |
| 公立                        | 409校・2分校                                                            |
| 私立                        | 64校                                                                    |
| 県教育委員会所在地          | 〒231-8588                                                              |
| 神奈川県横浜市中区日本大通1 |                                                                         |
| 公式サイト                  | 神奈川県教育委員会 横浜市教育委員会 川崎市教育委員会 横須賀市教育委員会 |

神奈川県中学校一覧（かながわけんちゅうがっこういちらん）は、神奈川県の中学校、中等教育学校（前期課程）および義務教育学校（後期課程）の一覧。

## 国立中学校
- 横浜国立大学教育学部附属横浜中学校
- 横浜国立大学教育学部附属鎌倉中学校

## 公立中学校・公立義務教育学校

### 横浜市

#### 鶴見区
- 横浜市立市場中学校
- 横浜市立潮田中学校
- 横浜市立末吉中学校
- 横浜市立鶴見中学校
- 横浜市立寺尾中学校
- 横浜市立生麦中学校
- 横浜市立寛政中学校
- 横浜市立矢向中学校
- 横浜市立上の宮中学校
- 横浜市立横浜サイエンスフロンティア高等学校附属中学校

#### 神奈川区
- 横浜市立松本中学校
- 横浜市立六角橋中学校
- 横浜市立栗田谷中学校
- 横浜市立浦島丘中学校
- 横浜市立神奈川中学校
- 横浜市立錦台中学校
- 横浜市立菅田中学校

#### 西区
- 横浜市立老松中学校
- 横浜市立岡野中学校
- 横浜市立西中学校
- 横浜市立軽井沢中学校

#### 中区
- 横浜市立大鳥中学校
- 横浜市立仲尾台中学校
- 横浜市立本牧中学校
- 横浜市立港中学校
- 横浜市立横浜吉田中学校

#### 保土ケ谷区
- 横浜市立岩崎中学校
- 横浜市立保土ヶ谷中学校
- 横浜市立宮田中学校
- 横浜市立岩井原中学校
- 横浜市立西谷中学校
- 横浜市立上菅田中学校
- 横浜市立新井中学校
  - 桜坂分校
- 横浜市立橘中学校

#### 磯子区
- 横浜市立根岸中学校
- 横浜市立岡村中学校
- 横浜市立汐見台中学校
- 横浜市立森中学校
- 横浜市立浜中学校
- 横浜市立洋光台第一中学校
- 横浜市立洋光台第二中学校

#### 青葉区
- 横浜市立青葉台中学校
- 横浜市立あざみ野中学校
- 横浜市立市ヶ尾中学校
- 横浜市立美しが丘中学校
- 横浜市立鴨志田中学校
- 横浜市立すすき野中学校
- 横浜市立奈良中学校
- 横浜市立みたけ台中学校
- 横浜市立緑が丘中学校
- 横浜市立もえぎ野中学校
- 横浜市立山内中学校
- 横浜市立谷本中学校
- 横浜市立あかね台中学校

#### 旭区
- 横浜市立旭中学校
- 横浜市立今宿中学校
- 横浜市立上白根北中学校
- 横浜市立希望が丘中学校
- 横浜市立左近山中学校
- 横浜市立都岡中学校
- 横浜市立鶴ヶ峯中学校
- 横浜市立本宿中学校
- 横浜市立万騎が原中学校
- 横浜市立南希望が丘中学校
- 横浜市立若葉台中学校

#### 金沢区
- 横浜市立六浦中学校
- 横浜市立大道中学校
- 横浜市立釜利谷中学校
- 横浜市立義務教育学校西金沢学園
- 横浜市立金沢中学校
- 横浜市立西柴中学校
- 横浜市立並木中学校
- 横浜市立富岡中学校
- 横浜市立小田中学校
- 横浜市立富岡東中学校

#### 港北区
- 横浜市立城郷中学校
- 横浜市立大綱中学校
- 横浜市立高田中学校
- 横浜市立新田中学校
- 横浜市立新羽中学校
- 横浜市立日吉台中学校
- 横浜市立日吉台西中学校
- 横浜市立篠原中学校
- 横浜市立樽町中学校

#### 都筑区
- 横浜市立中川中学校
- 横浜市立中川西中学校
- 横浜市立茅ケ崎中学校
- 横浜市立荏田南中学校
- 横浜市立都田中学校
- 横浜市立川和中学校
- 横浜市立東山田中学校
- 横浜市立早渕中学校

#### 緑区
- 横浜市立鴨居中学校
- 横浜市立義務教育学校霧が丘学園
- 横浜市立田奈中学校
- 横浜市立十日市場中学校
- 横浜市立中山中学校
- 横浜市立東鴨居中学校

#### 港南区
- 横浜市立丸山台中学校
- 横浜市立芹が谷中学校
- 横浜市立港南台第一中学校
- 横浜市立港南中学校
- 横浜市立笹下中学校
- 横浜市立上永谷中学校
- 横浜市立東永谷中学校
- 横浜市立日限山中学校
- 横浜市立日野南中学校
- 横浜市立南高等学校附属中学校

#### 栄区
- 横浜市立飯島中学校
- 横浜市立桂台中学校
- 横浜市立上郷中学校
- 横浜市立小山台中学校
- 横浜市立本郷中学校
- 横浜市立西本郷中学校

#### 瀬谷区
- 横浜市立下瀬谷中学校
- 横浜市立原中学校
- 横浜市立南瀬谷中学校
- 横浜市立東野中学校
- 横浜市立瀬谷中学校

#### 南区
- 横浜市立共進中学校
- 横浜市立平楽中学校
- 横浜市立蒔田中学校
  - 横浜市立蒔田中学校夜間学級
- 横浜市立南中学校
- 横浜市立南が丘中学校
- 横浜市立永田中学校
- 横浜市立六ツ川中学校
- 横浜市立藤の木中学校

#### 戸塚区
- 横浜市立名瀬中学校
- 横浜市立舞岡中学校
- 横浜市立境木中学校
- 横浜市立豊田中学校
- 横浜市立汲沢中学校
- 横浜市立深谷中学校
- 横浜市立大正中学校
- 横浜市立秋葉中学校
- 横浜市立戸塚中学校
- 横浜市立平戸中学校
- 横浜市立南戸塚中学校

#### 泉区
- 横浜市立岡津中学校
- 横浜市立中和田中学校
- 横浜市立泉が丘中学校
- 横浜市立中田中学校
- 横浜市立上飯田中学校
- 横浜市立いずみ野中学校
- 横浜市立領家中学校

### 川崎市

#### 川崎区
- 川崎市立大師中学校
- 川崎市立南大師中学校
- 川崎市立川中島中学校
- 川崎市立桜本中学校
- 川崎市立臨港中学校
- 川崎市立田島中学校
- 川崎市立京町中学校
- 川崎市立渡田中学校
- 川崎市立富士見中学校
- 川崎市立川崎中学校
- 川崎市立川崎高等学校附属中学校

#### 幸区
- 川崎市立塚越中学校
- 川崎市立日吉中学校
- 川崎市立南加瀬中学校
- 川崎市立南河原中学校
- 川崎市立御幸中学校

#### 中原区
- 川崎市立平間中学校
- 川崎市立玉川中学校
- 川崎市立中原中学校
- 川崎市立西中原中学校
  - 川崎市立西中原中学校夜間学級
- 川崎市立住吉中学校
- 川崎市立今井中学校
- 川崎市立井田中学校
- 川崎市立宮内中学校

#### 高津区
- 川崎市立高津中学校
- 川崎市立東高津中学校
- 川崎市立西高津中学校
- 川崎市立橘中学校
- 川崎市立東橘中学校

#### 宮前区
- 川崎市立有馬中学校
- 川崎市立平中学校
- 川崎市立犬蔵中学校
- 川崎市立野川中学校
- 川崎市立菅生中学校
- 川崎市立宮前平中学校
- 川崎市立宮崎中学校
- 川崎市立向丘中学校

#### 麻生区
- 川崎市立西生田中学校
- 川崎市立長沢中学校
- 川崎市立王禅寺中央中学校
- 川崎市立柿生中学校
- 川崎市立白鳥中学校
- 川崎市立金程中学校
- 川崎市立麻生中学校
- 川崎市立はるひ野中学校

#### 多摩区
- 川崎市立稲田中学校
- 川崎市立菅中学校
- 川崎市立生田中学校
- 川崎市立中野島中学校
- 川崎市立南菅中学校
- 川崎市立南生田中学校
- 川崎市立枡形中学校

### 相模原市

#### 緑区
- 相模原市立相原中学校
- 相模原市立青和学園
- 相模原市立旭中学校
- 相模原市立内郷中学校
- 相模原市立内出中学校
- 相模原市立大沢中学校
- 相模原市立串川中学校
- 相模原市立相模丘中学校
- 相模原市立鳥屋中学校
- 相模原市立中沢中学校
- 相模原市立中野中学校
- 相模原市立藤野中学校
- 相模原市立北相中学校

#### 中央区
- 相模原市立大野北中学校
- 相模原市立小山中学校
- 相模原市立上溝中学校
- 相模原市立上溝南中学校
- 相模原市立共和中学校
- 相模原市立清新中学校
- 相模原市立田名中学校
- 相模原市立中央中学校
- 相模原市立緑が丘中学校
- 相模原市立弥栄中学校
- 相模原市立由野台中学校

#### 南区
[県立]
- 神奈川県立相模原中等教育学校

[市立]
- 相模原市立麻溝台中学校
- 相模原市立鵜野森中学校
- 相模原市立大野台中学校
- 相模原市立大野南中学校
- 相模原市立上鶴間中学校
- 相模原市立相模台中学校
- 相模原市立新町中学校
- 相模原市立相武台中学校
- 相模原市立相陽中学校
- 相模原市立東林中学校
- 相模原市立谷口中学校
- 相模原市立若草中学校

### 横須賀市
- 横須賀市立坂本中学校
- 横須賀市立衣笠中学校
- 横須賀市立浦賀中学校
- 横須賀市立鴨居中学校
- 横須賀市立岩戸中学校
- 横須賀市立久里浜中学校
- 横須賀市立公郷中学校
- 横須賀市立常葉中学校
- 横須賀市立神明中学校
- 横須賀市立大津中学校
- 横須賀市立大楠中学校
- 横須賀市立大矢部中学校
- 横須賀市立鷹取中学校
- 横須賀市立池上中学校
- 横須賀市立長井中学校
- 横須賀市立長沢中学校
- 横須賀市立追浜中学校
- 横須賀市立田浦中学校
- 横須賀市立馬堀中学校
- 横須賀市立不入斗中学校
- 横須賀市立武山中学校
- 横須賀市立北下浦中学校
- 横須賀市立野比中学校

### 平塚市
[県立]
- 神奈川県立平塚中等教育学校

[市立]
- 平塚市立旭陵中学校
- 平塚市立横内中学校
- 平塚市立金旭中学校
- 平塚市立金目中学校
- 平塚市立江陽中学校
- 平塚市立山城中学校
- 平塚市立春日野中学校
- 平塚市立神田中学校
- 平塚市立神明中学校
- 平塚市立太洋中学校
- 平塚市立大住中学校
- 平塚市立大野中学校
- 平塚市立中原中学校
- 平塚市立土沢中学校
- 平塚市立浜岳中学校

### 鎌倉市
- 鎌倉市立第一中学校
- 鎌倉市立第二中学校
- 鎌倉市立大船中学校
- 鎌倉市立岩瀬中学校
- 鎌倉市立玉縄中学校
- 鎌倉市立御成中学校
- 鎌倉市立腰越中学校
- 鎌倉市立手広中学校
- 鎌倉市立深沢中学校

### 藤沢市
- 藤沢市立羽鳥中学校
- 藤沢市立御所見中学校
- 藤沢市立高浜中学校
- 藤沢市立鵠沼中学校
- 藤沢市立秋葉台中学校
- 藤沢市立湘南台中学校
- 藤沢市立片瀬中学校
- 藤沢市立湘洋中学校
- 藤沢市立善行中学校
- 藤沢市立村岡中学校
- 藤沢市立大清水中学校
- 藤沢市立大庭中学校
- 藤沢市立第一中学校
- 藤沢市立滝の沢中学校
- 藤沢市立長後中学校
- 藤沢市立藤ヶ岡中学校
- 藤沢市立明治中学校
- 藤沢市立六会中学校
- 藤沢市立高倉中学校

### 小田原市
- 小田原市立城山中学校
- 小田原市立白鴎中学校
- 小田原市立白山中学校
- 小田原市立城南中学校
- 小田原市立鴨宮中学校
- 小田原市立千代中学校
- 小田原市立国府津中学校
- 小田原市立酒匂中学校
- 小田原市立泉中学校
- 小田原市立城北中学校
- 小田原市立橘中学校

### 茅ヶ崎市
- 茅ヶ崎市立鶴嶺中学校
- 茅ヶ崎市立円蔵中学校
- 茅ヶ崎市立松林中学校
- 茅ヶ崎市立松浪中学校
- 茅ヶ崎市立西浜中学校
- 茅ヶ崎市立赤羽根中学校
- 茅ヶ崎市立第一中学校
- 茅ヶ崎市立中島中学校
- 茅ヶ崎市立鶴が台中学校
- 茅ヶ崎市立梅田中学校
- 茅ヶ崎市立萩園中学校
- 茅ヶ崎市立浜須賀中学校
- 茅ヶ崎市立北陽中学校

### 逗子市
- 逗子市立逗子中学校
- 逗子市立久木中学校
- 逗子市立沼間中学校

### 三浦市
- 三浦市立三崎中学校
- 三浦市立初声中学校
- 三浦市立南下浦中学校

### 秦野市
- 秦野市立本町中学校
- 秦野市立東中学校
- 秦野市立西中学校
- 秦野市立南中学校
- 秦野市立北中学校
- 秦野市立大根中学校
- 秦野市立鶴巻中学校
- 秦野市立渋沢中学校
- 秦野市立南が丘中学校

### 厚木市
- 厚木市立厚木中学校
- 厚木市立依知中学校
- 厚木市立玉川中学校
- 厚木市立東名中学校
- 厚木市立南毛利中学校
- 厚木市立藤塚中学校
- 厚木市立睦合中学校
- 厚木市立睦合東中学校
- 厚木市立林中学校
- 厚木市立森の里中学校
- 厚木市立荻野中学校
- 厚木市立小鮎中学校
- 厚木市立相川中学校

### 大和市
- 大和市立大和中学校
- 大和市立渋谷中学校
- 大和市立光丘中学校
- 大和市立つきみ野中学校
- 大和市立引地台中学校
- 大和市立下福田中学校
- 大和市立上和田中学校
- 大和市立鶴間中学校
- 大和市立南林間中学校

### 伊勢原市
- 伊勢原市立伊勢原中学校
- 伊勢原市立中沢中学校
- 伊勢原市立山王中学校
- 伊勢原市立成瀬中学校

### 海老名市
- 海老名市立有馬中学校
- 海老名市立今泉中学校
- 海老名市立海老名中学校
- 海老名市立大谷中学校
- 海老名市立海西中学校
- 海老名市立柏ケ谷中学校

### 座間市
- 座間市立座間中学校
- 座間市立西中学校
- 座間市立東中学校
- 座間市立栗原中学校
- 座間市立相模中学校
- 座間市立南中学校

### 南足柄市
- 南足柄市立岡本中学校
- 南足柄市立足柄台中学校
- 南足柄市立南足柄中学校

### 綾瀬市
- 綾瀬市立綾瀬中学校
- 綾瀬市立綾北中学校
- 綾瀬市立城山中学校
- 綾瀬市立北の台中学校
- 綾瀬市立春日台中学校

### 三浦郡
- 葉山町立葉山中学校
- 葉山町立南郷中学校

### 高座郡
- 寒川町立旭が丘中学校
- 寒川町立寒川中学校
- 寒川町立寒川東中学校

### 中郡
- 大磯町立大磯中学校
- 大磯町立国府中学校
  - 生沢分校
- 二宮町立二宮中学校
- 二宮町立二宮西中学校

### 足柄上郡
- 中井町立中井中学校
- 大井町立湘光中学校
- 松田町立松田中学校
- 松田町立寄中学校
- 山北町立山北中学校
- 開成町立文命中学校

### 足柄下郡
- 箱根町立箱根中学校
- 真鶴町立真鶴中学校

### 愛甲郡
- 愛川町立愛川中学校
- 愛川町立愛川中原中学校
- 愛川町立愛川東中学校
- 清川村立緑中学校
- 清川村立宮ヶ瀬中学校

## 私立中学校および私立中等教育学校

### 横浜市

#### 鶴見区
- 聖ヨゼフ学園中学校
- 橘学苑中学校
- 鶴見大学附属中学校

#### 神奈川区
- 浅野中学校
- 神奈川学園中学校
- 捜真女学校中学部
- 横浜創英中学校

#### 中区
- 聖光学院中学校
- フェリス女学院中学校
- 横浜共立学園中学校
- 横浜女学院中学校
- 横浜雙葉中学校

#### 磯子区
- 横浜学園中学校（2009年より中学校募集停止）

#### 青葉区
- 桐蔭学園中等教育学校

#### 旭区
- 星槎中学校
- 横浜富士見丘学園中等教育学校

#### 金沢区
- 関東学院六浦中学校
- 横浜中学校（2024年より中学校募集停止）

#### 港北区
- 慶應義塾普通部
- 日本大学中学校
- 武相中学校

#### 都筑区
- サレジオ学院中学校
- 中央大学附属横浜中学校

#### 緑区
- 神奈川大学附属中学校
- 森村学園中等部
- 横浜翠陵中学校

#### 栄区
- 山手学院中学校

#### 瀬谷区
- 横浜隼人中学校

#### 南区
- 青山学院横浜英和中学校
- 関東学院中学校

#### 戸塚区
- 公文国際学園中等部

### 川崎市

#### 中原区
- 大西学園中学校
- 法政大学第二中学校

#### 高津区
- 洗足学園中学校

#### 麻生区
- 桐光学園中学校

#### 多摩区
- カリタス女子中学校
- 日本女子大学附属中学校

### 相模原市

#### 緑区
- シュタイナー学園中等部

#### 南区
- 相模女子大学中学部
- 東海大学付属相模高等学校中等部

### 横須賀市
- 緑ヶ丘女子中学校
- 横須賀学院中学校

### 鎌倉市
- 栄光学園中学校
- 鎌倉学園中学校
- 鎌倉女学院中学校
- 鎌倉女子大学中等部
- 北鎌倉女子学園中学校
- 清泉女学院中学校

### 逗子市
- 逗子開成中学校
- 聖和学院中学校

### 茅ヶ崎市
- アレセイア湘南中学校

### 小田原市
- 相洋中学校

### 藤沢市
- 慶應義塾湘南藤沢中等部
- 湘南学園中学校
- 湘南白百合学園中学校
- 藤嶺学園藤沢中学校
- 日本大学藤沢中学校
- 聖園女学院中学校

### 伊勢原市
- 自修館中等教育学校

### 大和市
- 聖セシリア女子中学校

### 中郡
- 聖ステパノ学園中学校

### 足柄下郡
- 函嶺白百合学園中学校